# Unterbau (Eisenbahn)
Mit dem Begriff Unterbau bezeichnet man die Gesamtheit der Konstruktionen, die die Kräfte aus dem Oberbau bzw. dem Gleisbett aufnehmen. Dazu gehören neben den räumlichen Formen des Erdkörpers (Geländegleiche, Damm, Einschnitt und Anschnitt) auch eine Reihe von Kunstbauten (z. B. Stützmauern, Flügel- und Futtermauern, Brücken, Überführungsbauwerke und Durchlässe). Alle diese Unterbaukonstruktionen haben eine Hauptaufgabe: die sichere Aufnahme aller Lasten aus dem auf ihnen ruhenden Oberbau. Bei Erdkörpern wird die Fläche, auf denen der Oberbau aufgebracht wird, Planum genannt. Zur sicheren Abführung des Oberflächenwassers ist das Planum dach- oder pultförmig im Verhältnis 1 : 20 geneigt.